# Comantella rotgeri
Comantella rotgeri är en tvåvingeart som beskrevs av James 1937. Comantella rotgeri ingår i släktet Comantella och familjen rovflugor. Inga underarter finns listade i Catalogue of Life.